# Фолкеркське колесо

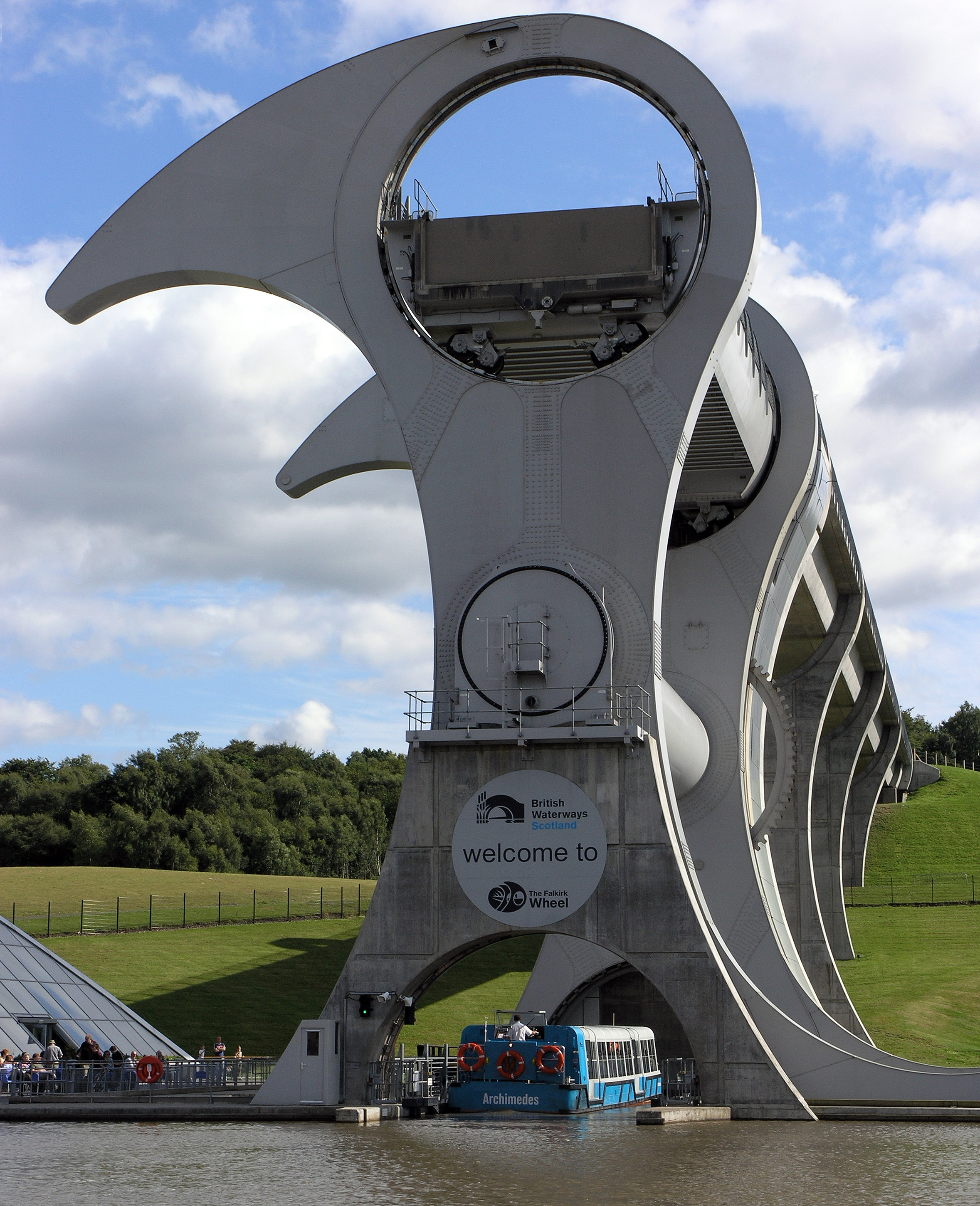
Фолкеркське колесо

Фолкеркське колесо у русі

56°0′3.51″ пн. ш. 3°50′33″ зх. д. / 56.0009750° пн. ш. 3.84250° зх. д.
Фо́лкеркське ко́лесо (англ. Falkirk Wheel) — перший у світі обертовий суднопідіймач, інженерна споруда, що сполучає канали Форт — Клайд і Юніон. Його назвали на честь сусіднього містечка Фолкерк в центральному районі Шотландії. Спочатку канали обслуговувались одинадцятьма шлюзами, однак ті були виведені з експлуатації і засипані ще у 1930-х роках.
План з відновлення судноплавства каналами центральної Шотландії, що зв'язують Глазго та Единбург, у 1998 р. очолила фірма British Waterways за підтримки та фінансування семи органів місцевої влади, Шотландської корпоративної мережі, Європейського фонду регіонального розвитку та Комісії тисячоліття. Замість відновлення старої громіздкої інженерної системи було запропоновано проєкт у стилі XXI століття. Розглядалися численні варіанти — від гігантського «чортового колеса» до поворотних майданчиків, однак після тритижневої дискусії її учасники зупинилися на принципі підйому-опускання суден. Проєкт також включав центр для відвідувачів з магазинами, кафе та виставковим залом.
22 травня 2002 року королева Єлизавета II відкрила об'єкт у рамках святкування свого Золотого ювілею. Відкриття відбулося з місячною затримкою, пов'язаною з передчасним відкриттям шлюзів вандалами.
Перепад висот між водними артеріями становить 24 м (що відповідає висоті восьмиповерхової будівлі). Проте канал Юніон знаходиться на 11 м вище, ніж акведук підводу суден до підйомника, тому човни повинні пройти через два шлюзи, щоб спуститися з цього каналу на акведук. Акведук не був поміщений вище у зв'язку з перетином з історично цінним Валом Антоніна. Частина акведука довжиною 150 метрів проходить під землею тунелем еліптичного перерізу.
Діаметр колеса становить 35 м. Форма плечей піднімачів була обрана з посиланням на форму кельтської гострої з двох сторін сокири — лабриса. У кожному з двох паралельних плечей ліфта шарнірно змонтована «гондола»-док завдовжки 25 м місткістю 300 м³ води масою 300 т, обладнана водонепроникними воротами, через які впливає корабель. Вода разом з кораблем важить також 300 т. Підтримання гондоли-доку у горизонтальному стані забезпечує зубчаста передача. Ліфт призначений для роботи при вітрових навантаженнях до 13,8 м/с (≤ 6° Б). Час циклу проходження судна становить близько 15 хв, 180° повороту виконується за 5,5 хв. Привід є досить економічним. Були використані гідравлічні приводи, гідравлічний насос яких приводиться в дію електричним двигуном потужністю в 22,5 кВт. Загальне споживання енергії на цикл, який вимагає 4 хв роботи двигуна для приводу коліс становить 1,5 кВт·год.

## Галерея

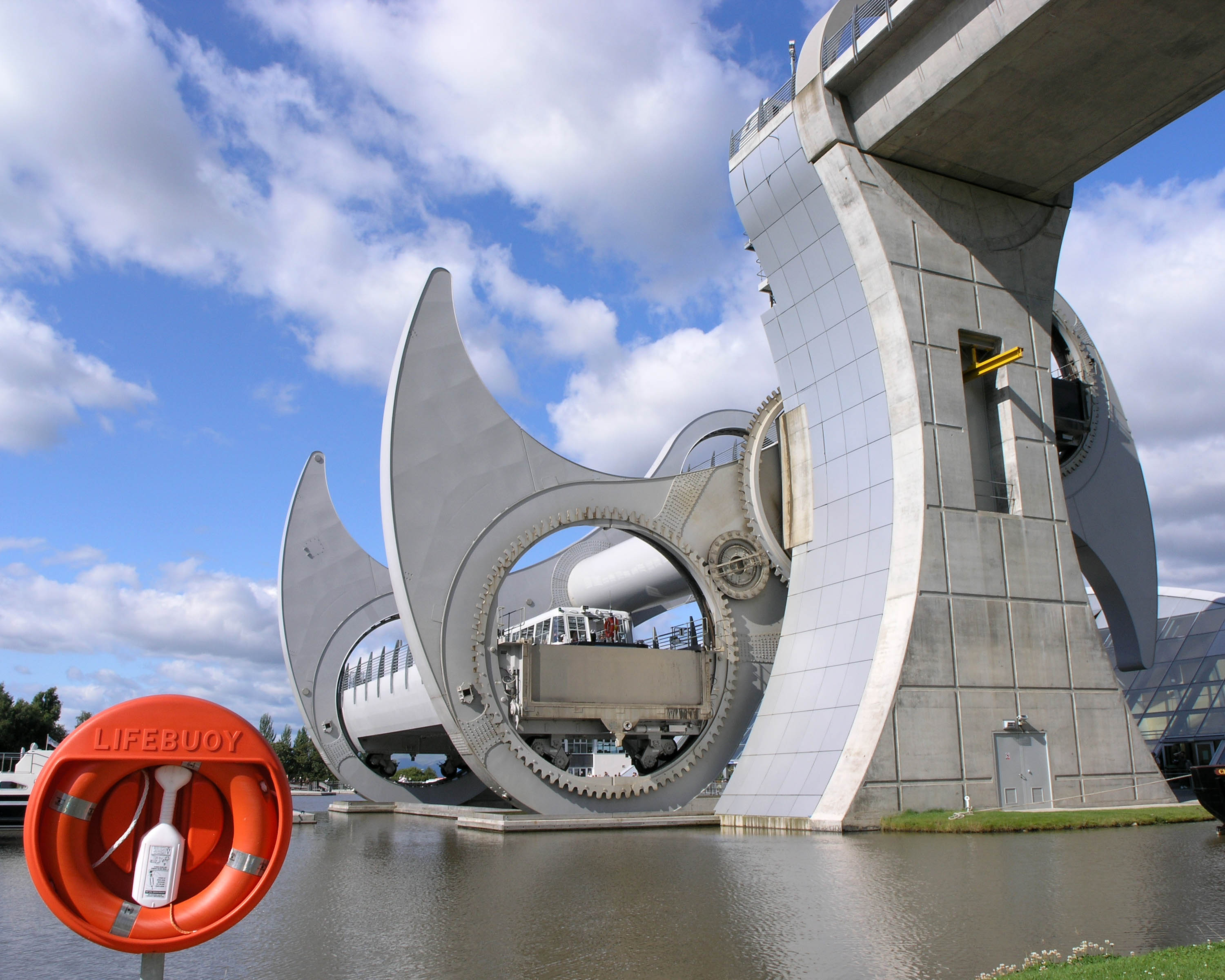
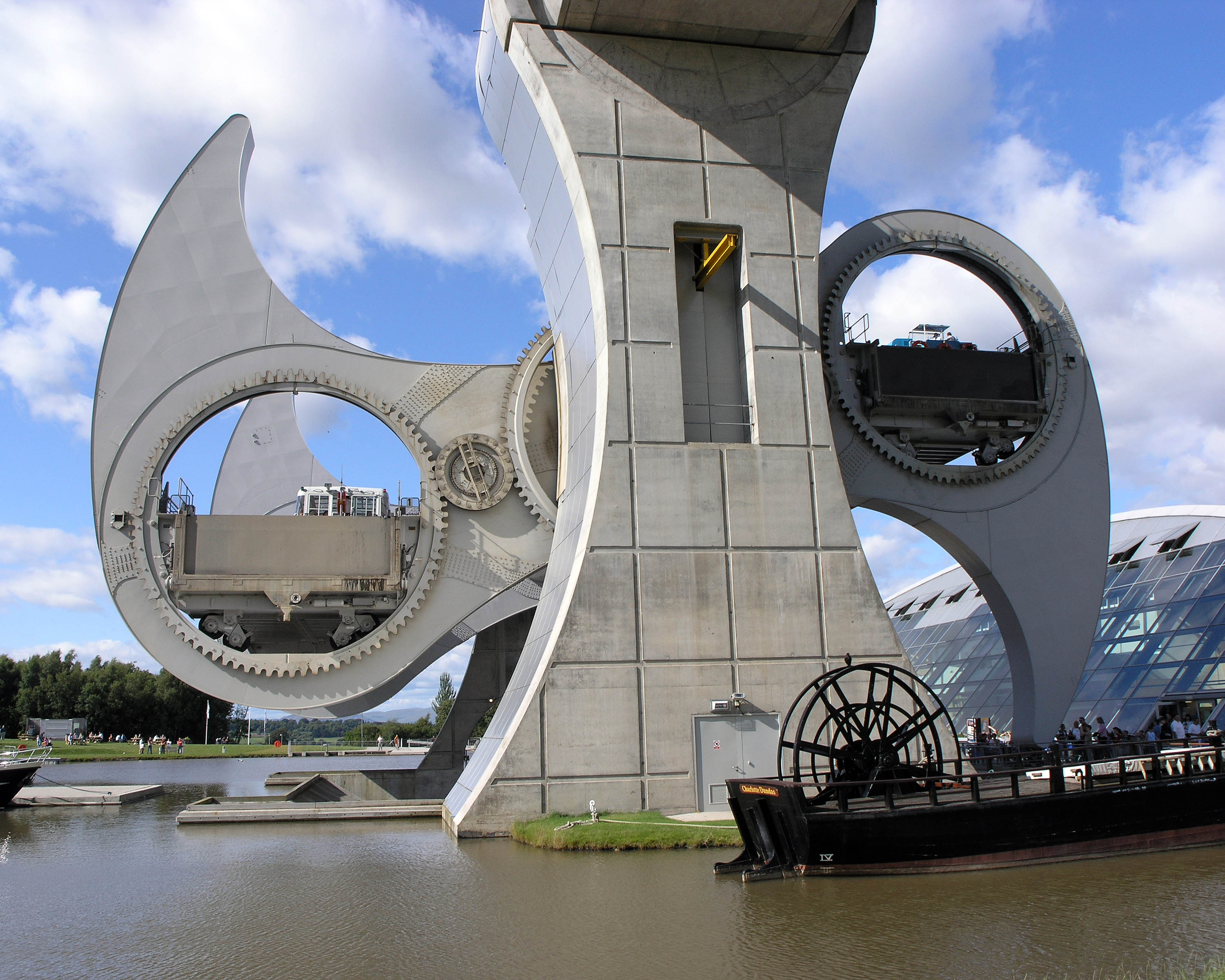
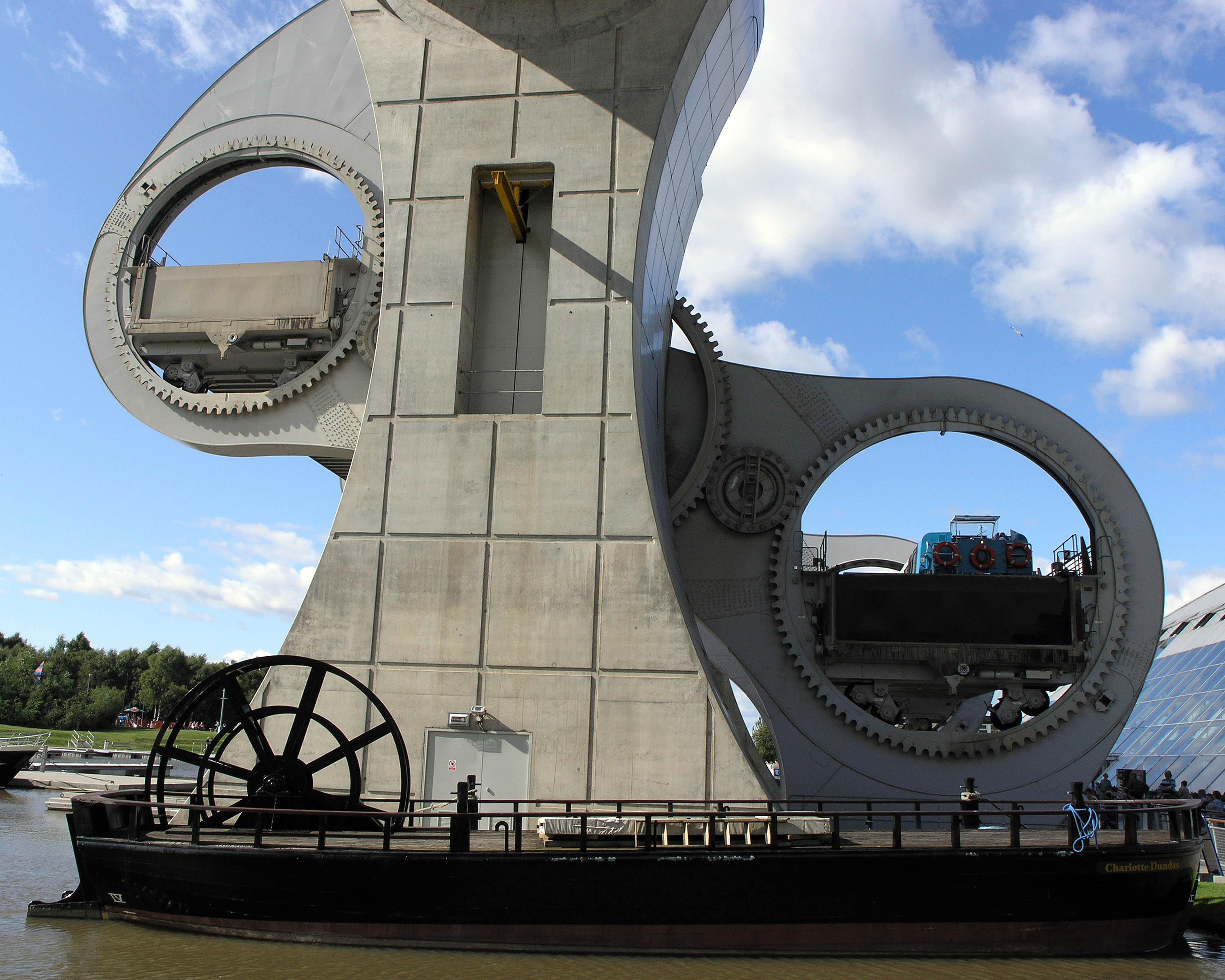
Фази повороту колеса
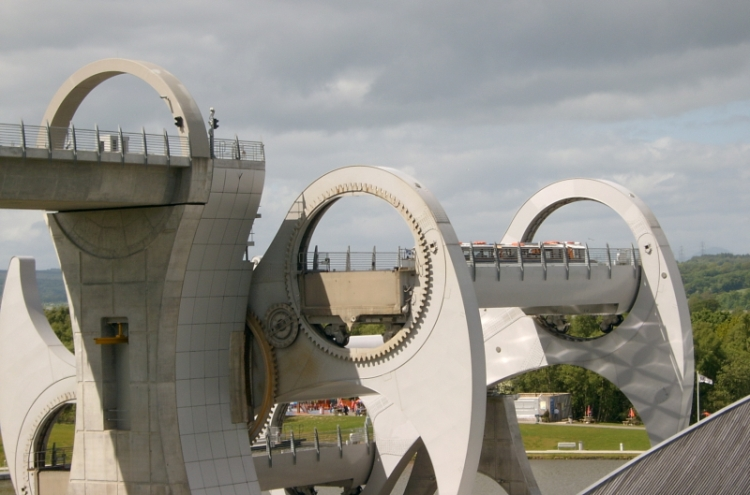
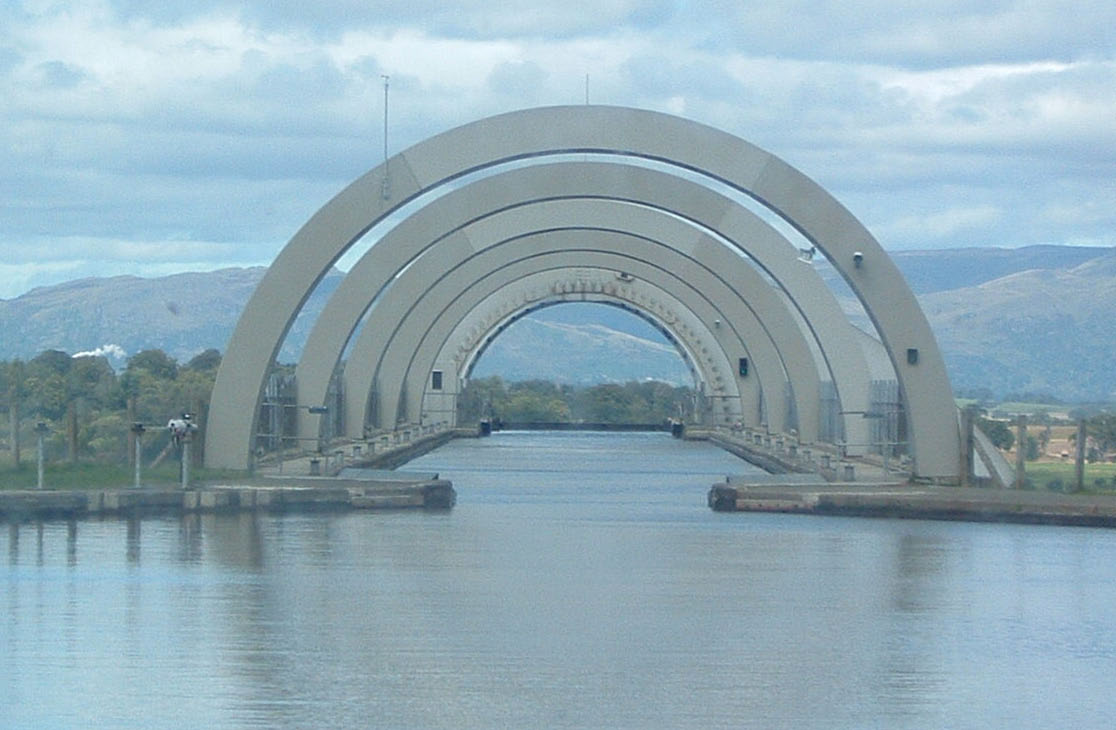
Вигляд входу у гондолу-док у верхньому положенні
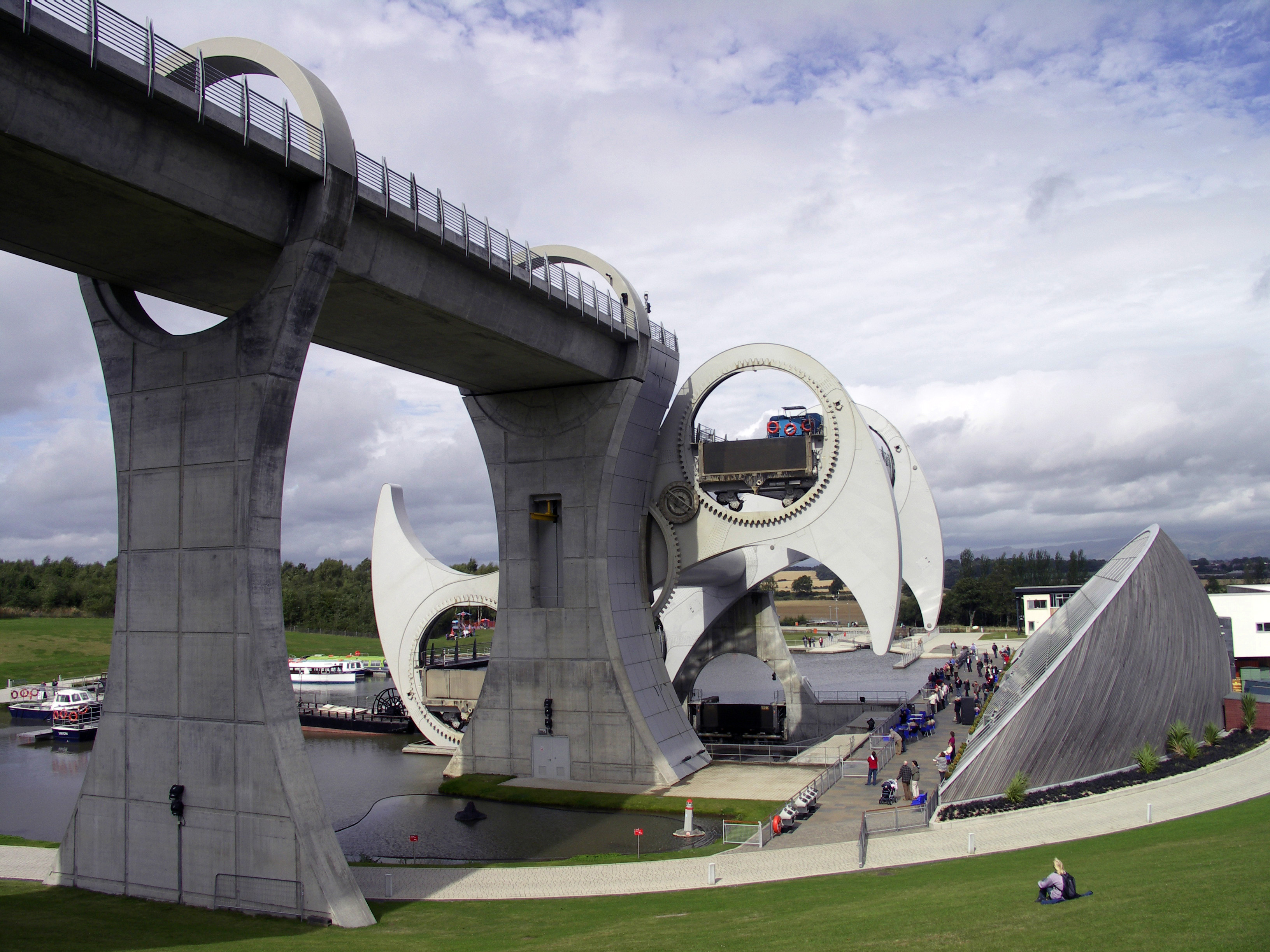
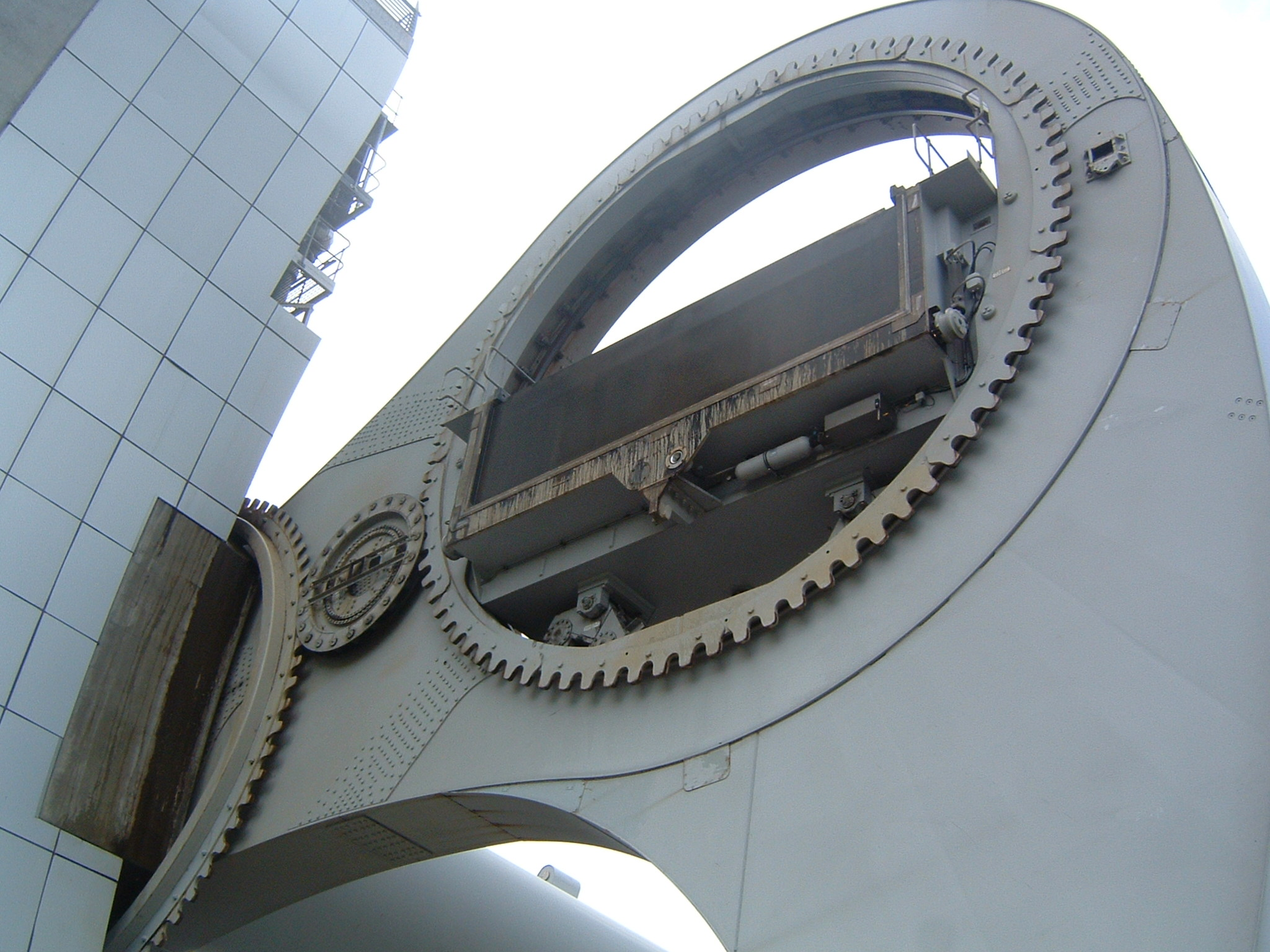
Деталі механізму приводу обертання гондоли
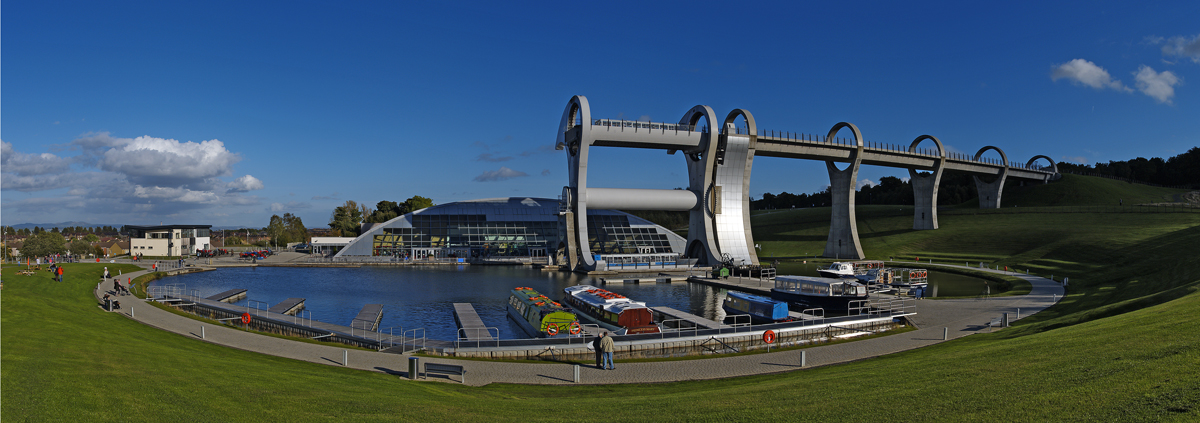
Панорама Фолклерського колеса